# HEXIM2
HEXIM2‏ (Hexamethylene bisacetamide inducible 2) هوَ بروتين يُشَفر بواسطة جين HEXIM2 في الإنسان.